# Guyana Football Federation
Der 1902 gegründete Guyana Football Federation ist der Fußballverband von Guyana. Seit 1970 ist der Verband Mitglied der FIFA. Obwohl die ehemalige britische Kolonie in Südamerika liegt, ist Guyana wie Suriname und Französisch-Guayana Mitglied des Kontinentalverbandes CONCACAF.